# دیو هی‌وود
دیو هایوود (به انگلیسی: Dave Haywood) (زاده ۵ ژوئیه ۱۹۸۲) ترانه سرا ،آهنگساز انگلیسی است.
او قبلاً عضو گروه لیدی آنتبلوم بود.